# Ranulf (lord cancelliere)
Ranulf, noto anche come Ralph, Radulf o Randulf, (... – 1123), è stato un funzionario inglese.
Nel 1107, divenne Lord Cancelliere sotto il Regno di Enrico I d'Inghilterra.

## Biografia
Ranulf era un cappellano o un chierico del Re Enrico I e divenne Lord Cancelliere nel 1107–8, reggendo quell'ufficio fino alla sua morte.
Negli ultimi vent'anni di vita soffrì di molte malattie. Ciò nonostante, la sua mente era molto attiva. Lasciò così una attiva reputazione di sé stesso, tanto da essere descritto come astuto, pronto ad operare ogni tipo di male, opprimendo l'innocente, rubando le loro terre e i loro possedimenti agli uomini, gloriandosi della sua malvagità e dei guadagni illeciti.
Nei primi giorni del 1123, cavalcò con il Re da Dunstable, dove Enrico aveva trascorso Natale, scortandolo fino al castello di  Berkhampstead, nell'Hertfordshire, che apparteneva a Ranulf. 
Non appena avvistò il suo castello, cadde dal suo cavallo e un monaco della Abbazia di St. Albans, che era stato da lui spogliato dei suoi possedimenti, gli passò sopra con il cavallo.
Morì delle ferite riportate alcuni giorni dopo l'evento.
Ebbe un figlio, che si unì a lui in alcuni benefici all'Abbazia di Reading.
Lasciò il maniero di Tintinhull, nel Somerset, al Priorato di Montacute.